# Contraste (statistiques)
Pour les articles homonymes, voir Contraste (homonymie).
En statistique, et particulièrement en analyse de la variance et en régression linéaire, le contraste est une combinaison linéaire de variables dont la somme des coefficients fait zéro, permettant la comparaison de différentes populations.

## Définition
Soient {\displaystyle \theta _{1},\dots ,\theta _{t}}un ensemble de variable, paramètre ou statistique, et {\displaystyle a_{1},\dots ,a_{t}}des constantes connues.
{\displaystyle \sum _{i=1}^{t}a_{i}\theta _{i}} est une combinaison linéaire et on l'appelle contraste si {\displaystyle \sum _{i=1}^{t}a_{i}=0.}
Deux contrastes {\displaystyle \sum _{i=1}^{t}a_{i}\theta _{i}} et {\displaystyle \sum _{i=1}^{t}b_{i}\theta _{i}}sont orthogonaux si {\displaystyle \sum _{i=1}^{t}a_{i}b_{i}=0}